# Porostönkű lánggomba
A porostönkű lánggomba (Gymnopilus liquiritiae) a Hymenogastraceae családjába tartozó, Eurázsiában és Észak-Amerikában honos, korhadó faanyagon élő, nem ehető gombafaj.

## Megjelenése
A porostönkű lánggomba kalapja 2–8 cm széles; fiatalon domború, majd széles domborúan vagy kissé harangszerűen kiterül. Felszíne száraz, sima. Színe rozsdabarnától barnásnarancsig terjed. Széle idősen finoman bordázott lehet. Felszíne kálium-hidroxiddal lilásvörös színreakciót ad. 
Húsa vékony, rostos, színe halványsárgás vagy halványnarancsos; sérülésre nem változik. Szaga nyers krumplira emlékeztet vagy nem jellegzetes; íze nagyon keserű.  
Sűrű lemezei keskenyen tönkhöz nőttek, idősen szabadon is állhatnak; sok a féllemez. Színük fiatalon sárgás vagy halványnarancs, idősen rozsdás narancsszínű, néha vörösbarnás foltokkal. A fiatal lemezeket nem védi részleges burok.
Tönkje 2–4 cm magas és 0,3–0,5 cm vastag. Alakja nagyjából egyenletes vastagságú, hengeres. Felszíne sima vagy finoman szálas. Színe fehéres vagy barnás-barnásnarancsos. Tövéhez sárgás vagy rozsdás színű micélium kapcsolódik. 
Spórapora rozsdabarna. Spórája ellipszis alakú, tüskés, mérete 6–10 x 4–5 µm. 

### Hasonló fajok
A narancsbarna lánggomba, a foltoslemezű lánggomba, a bársonykalapú lánggomba, a ragadós tőkegomba hasonlít hozzá.

## Elterjedése és termőhelye
Eurázsiában és Észak-Amerikában honos.
Lombos és tűlevelű fák erősen korhadó maradványain található meg. Kora nyártól késő őszig terem.
Nem ehető. Egyes rokonai hallucinogén hatású pszilocibint tartalmaznak; a porostönkú lánggombát illetően ellentmondóak a források.  

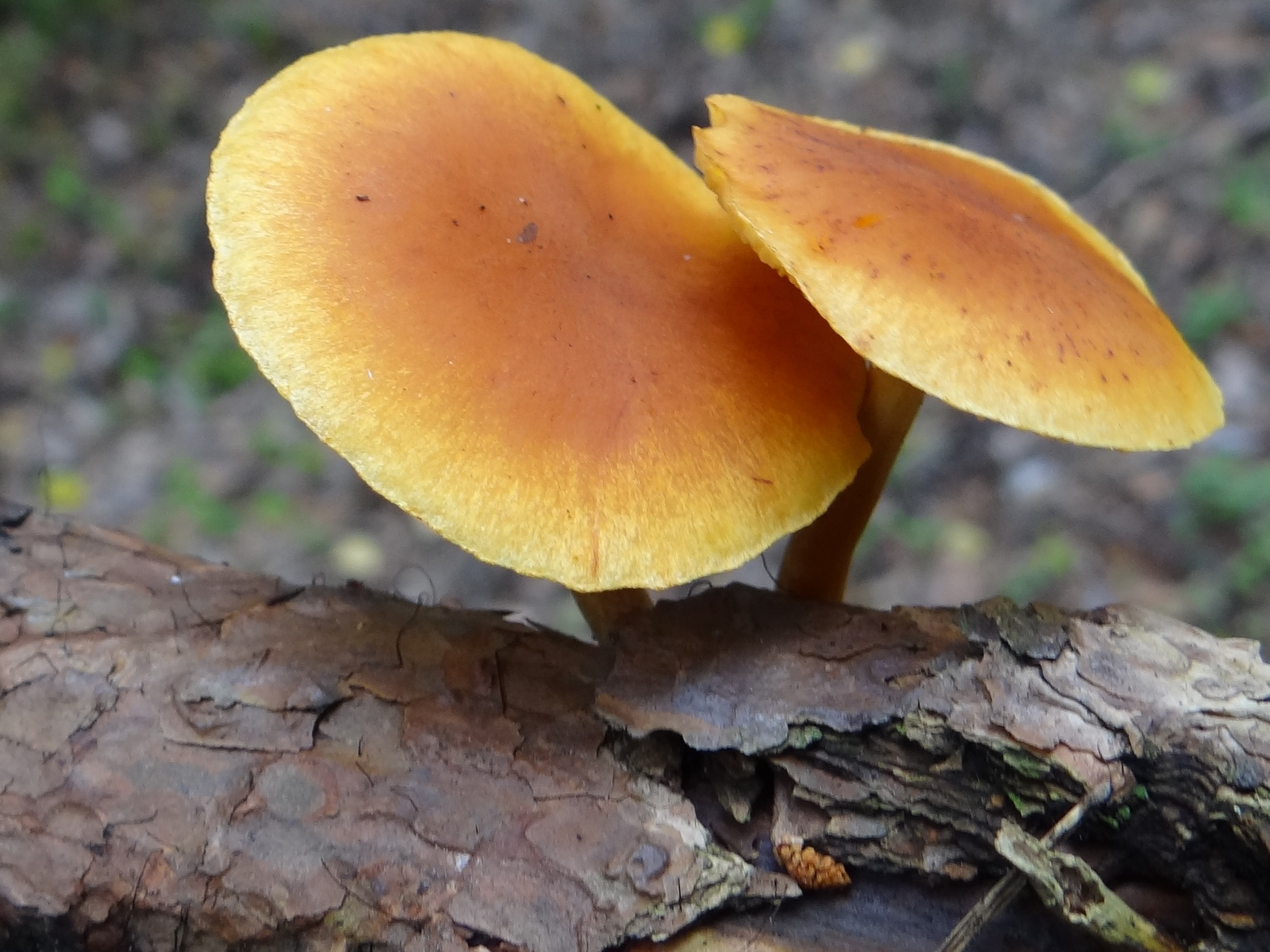
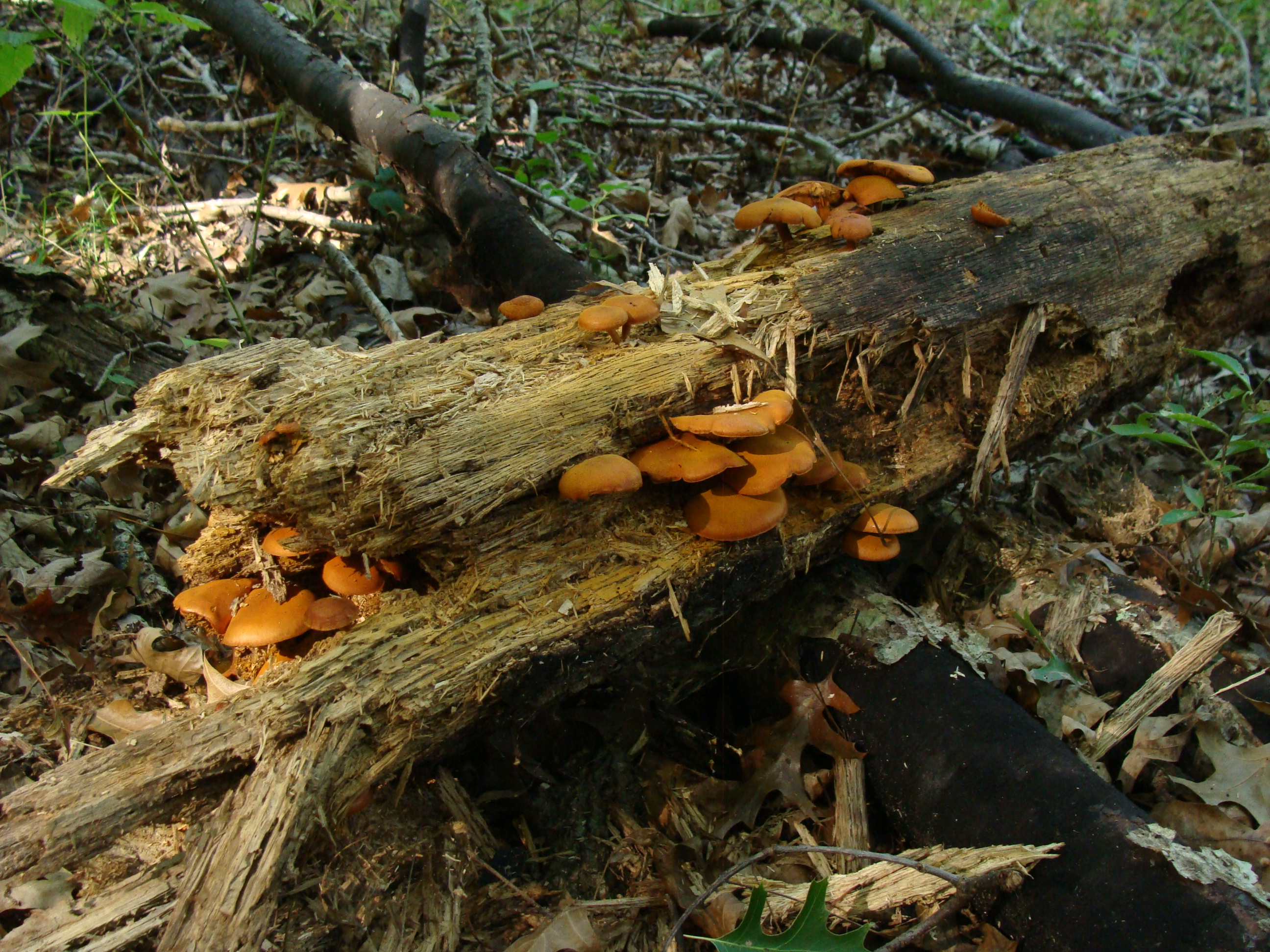
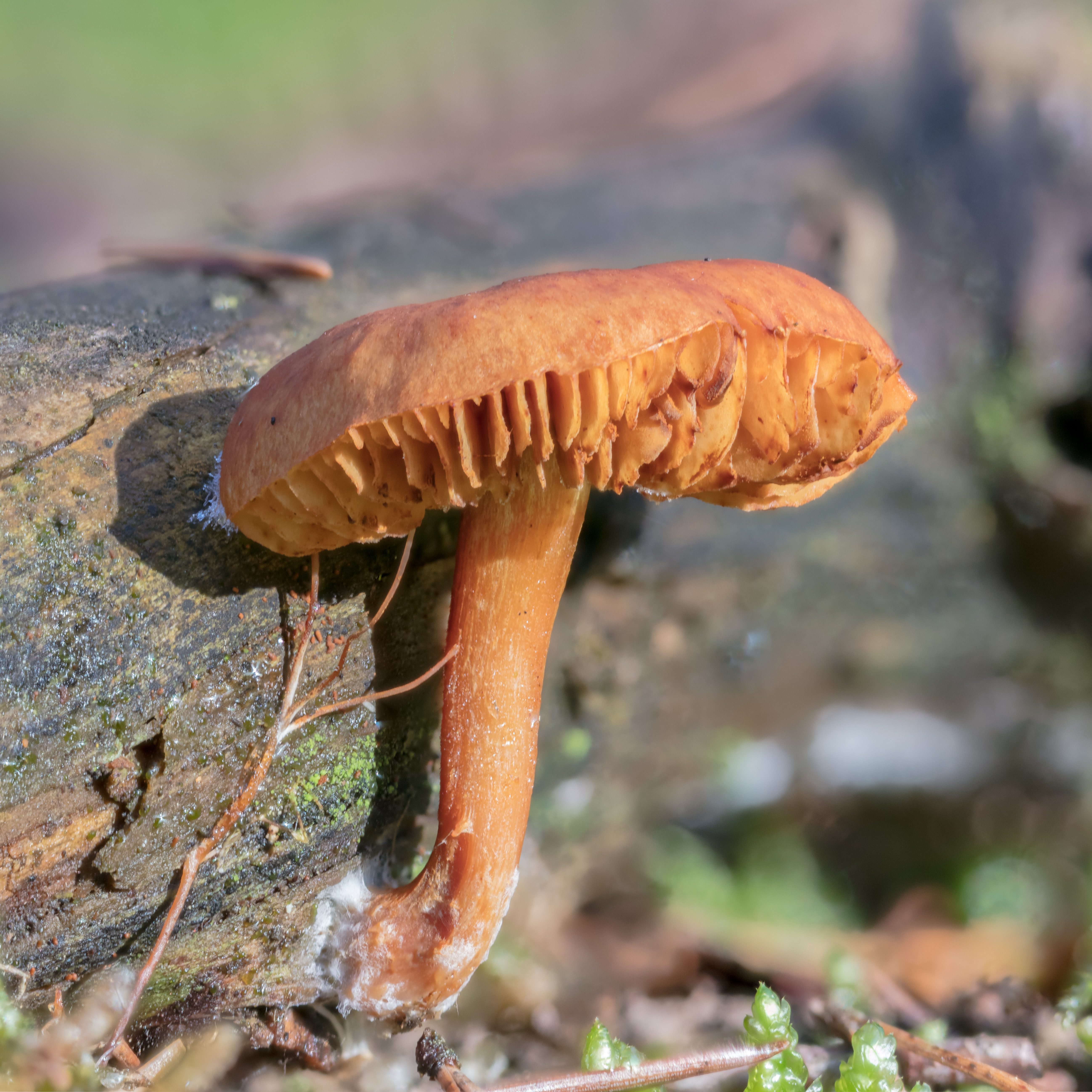